# Луговой (Оренбургская область)
Луговой — опустевший посёлок в Бугурусланском районе Оренбургской области в составе Нижнепавлушкинского сельсовета.

## География
Находится на расстоянии примерно 6 километров на юг от центра сельсовета села Нижнепавлушкино.

## История
Посёлок основан в 1922 году как поселение вновь образованной сельхозартели.

## Население
Население составляло 35 человек в 2002 году (мордва 71 %, русские 29 %), 0 по переписи 2010 года.